# Record giamaicani di atletica leggera
I record giamaicani di atletica leggera rappresentano le migliori prestazioni di atletica leggera stabilite dagli atleti di nazionalità giamaicana e ratificate dalla Jamaica Athletics Administrative Association.

## Outdoor

### Maschili
Statistiche aggiornate al 23 marzo 2022.
| 100 m piani                         | 9"58 (+0,9 m/s) | Usain Bolt                                                      | 16 agosto 2009    | Berlino, Germania                    |                  |         |        |             |         |
| 200 m piani                         | 19"19 (-0,3 m/s) | Usain Bolt                                                      | 20 agosto 2009    | Berlino, Germania                    |                  |         |        |             |         |
| 400 m piani                         | 43"93 | Rusheen McDonald                                                | 23 agosto 2015    | Pechino, Cina                        |                  |         |        |             |         |
| 800 m piani                         | 1'45"02 | Navasky Anderson                                                | 10 giugno 2022    | Eugene, Stati Uniti d'America        |                  |         |        |             |         |
| 1 000 m piani                       | 2'17"0(m) | Byron Dyce                                                      | 15 agosto 1973    | Copenaghen, Danimarca                |                  |         |        |             |         |
| 1 500 m piani                       | 3'39"19 | Steve Green                                                     | 28 agosto 1994    | Victoria, Canada                     |                  |         |        |             |         |
| Miglio                              | 3'57"34 | Byron Dyce                                                      | 1º luglio 1974    | Stoccolma, Svezia                    |                  |         |        |             |         |
| 3 000 m piani                       | 7'41"87 | Kemoy Campbell                                                  | 10 giugno 2017    | Kingston, Giamaica                   |                  |         |        |             |         |
| 5 000 m piani                       | 13'20"39 | Kemoy Campbell                                                  | 2 maggio 2015     | Palo Alto, Stati Uniti d'America     |                  |         |        |             |         |
| 10 000 m piani                      | 28'06"40 | Kemoy Campbell                                                  | 31 marzo 2017     | Stanford, Stati Uniti d'America      |                  |         |        |             |         |
| 10 km (strada)                      | 29'47" | Mark Elliot                                                     | 2 novembre 1991   | Montgomery, Stati Uniti d'America    |                  |         |        |             |         |
| Mezza maratona                      | 1h09'10" | Wainard Talbert                                                 | 3 dicembre 2005   | Negril, Giamaica                     |                  |         |        |             |         |
| Maratona                            | 2h16'39" | Derrick Adamson                                                 | 25 novembre 1984  | Filadelfia, Stati Uniti d'America    |                  |         |        |             |         |
| 3 000 m siepi                       | 8'52"82 | Lionel Scott                                                    | 4 maggio 1985     | Indianapolis, Stati Uniti d'America  |                  |         |        |             |         |
| 110 m ostacoli                      | 12"90 (+0,7 m/s) | Omar McLeod                                                     | 24 giugno 2017    | Kingston, Giamaica                   |                  |         |        |             |         |
| 400 m ostacoli                      | 47"60 | Winthrop Graham                                                 | 4 agosto 1993     | Zurigo, Svizzera                     |                  |         |        |             |         |
| Salto in alto                       | 2,34 m | Germaine Mason                                                  | 9 agosto 2003     | Santo Domingo, Repubblica Dominicana |                  |         |        |             |         |
| Salto con l'asta                    | 5,35 m | K'Don Samuels                                                   | 7 luglio 2012     | Irapuato, Messico                    |                  |         |        |             |         |
| Salto in lungo                      | 8,69 m (+0,5 m/s) | Tajay Gayle                                                     | 28 settembre 2019 | Doha, Qatar                          |                  |         |        |             |         |
| Salto triplo                        | 17,92 m (+1,9 m/s) | James Beckford                                                  | 20 maggio 1995    | Odessa, Stati Uniti d'America        |                  |         |        |             |         |
| Getto del peso                      | 21,96 m | O'Dayne Richards                                                | 16 luglio 2017    | Rabat, Marocco                       |                  |         |        |             |         |
| Lancio del disco                    | 70,78 m | Fedrick Dacres                                                  | 16 giugno 2019    | Rabat, Marocco                       |                  |         |        |             |         |
| Lancio del martello                 | 70,93 m | Caniggia Raynor                                                 | 24 luglio 2017    | Kingston, Giamaica                   |                  |         |        |             |         |
| Lancio del giavellotto              | 75,01 m | Orrin Powell                                                    | 20 febbraio 2016  | Saint Catherine, Giamaica            |                  |         |        |             |         |
| Decathlon                           | 8 644 punti | Maurice Smith                                                   | 1º settembre 2007 | Osaka, Giappone                      |                  |         |        |             |         |
| Decathlon                           | \| 100 m (v.) \| Lungo (v.) \| Peso \| Alto \| 400 m \| 110 m hs (v.) \| Disco \| Asta \| Giavellotto \| 1500 m \| \| ---------------- \| ---------------- \| ------- \| ------ \| ----- \| ---------------- \| ------- \| ------ \| ----------- \| ------- \| \| 10"62 (+0,7 m/s) \| 7,50 m (0,0 m/s) \| 17,32 m \| 1,97 m \| 47"48 \| 13"91 (-0,2 m/s) \| 52,36 m \| 4,80 m \| 53,61 m \| 4'33"52 \| |                                                                 |                   |                                      |                  |         |        |             |         |
| Marcia 20 km (strada)               | 1h40'11" | Byron Williams                                                  | 15 aprile 1972    | Brighton, Regno Unito                |                  |         |        |             |         |
| Staffetta 4×100 m                   | 36"84 | Nesta Carter Michael Frater Yohan Blake Usain Bolt              | 11 agosto 2012    | Londra, Regno Unito                  |                  |         |        |             |         |
| Staffetta 4×200 m                   | 1'18"63 | Nickel Ashmeade Warren Weir Jermaine Brown Yohan Blake          | 24 maggio 2014    | Nassau, Bahamas                      |                  |         |        |             |         |
| Staffetta 4×400 m                   | 2'56"75 | Michael McDonald Gregory Haughton Danny McFarlane Davian Clarke | 10 agosto 1997    | Atene, Grecia                        |                  |         |        |             |         |
| Staffetta mista (200+200+400+800 m) | 3'19"97 | Mario Forsythe Jamari Rose Allodin Fothergill Jo-Wayne Hibbert  | 29 aprile 2017    | Filadelfia, Stati Uniti d'America    |                  |         |        |             |         |
| 100 m (v.)                          | Lungo (v.) | Peso                                                            | Alto              | 400 m                                | 110 m hs (v.)    | Disco   | Asta   | Giavellotto | 1500 m  |
| 10"62 (+0,7 m/s)                    | 7,50 m (0,0 m/s) | 17,32 m                                                         | 1,97 m            | 47"48                                | 13"91 (-0,2 m/s) | 52,36 m | 4,80 m | 53,61 m     | 4'33"52 |

### Femminili
Statistiche aggiornate al 24 luglio 2022.
| 100 m piani                         | 10"54 (+0,9 m/s) | Elaine Thompson-Herah                                                          | 21 agosto 2021   | Eugene, Stati Uniti d'America          |             |         |
| 200 m piani                         | 21"45 (+0,6 m/s) | Shericka Jackson                                                               | 21 luglio 2022   | Eugene, Stati Uniti d'America          |             |         |
| 400 m piani                         | 49"30 | Lorraine Fenton                                                                | 19 luglio 2002   | Principato di Monaco                   |             |         |
| 800 m piani                         | 1'56"15 | Natoya Goule                                                                   | 20 luglio 2018   | Principato di Monaco                   |             |         |
| 1 500 m piani                       | 4'01"84 | Yvonne Mai-Graham                                                              | 25 luglio 1995   | Principato di Monaco                   |             |         |
| Miglio                              | 4'24"64 | Yvonne Mai-Graham                                                              | 17 agosto 1994   | Zurigo, Svizzera                       |             |         |
| 3 000 m piani                       | 8'37"07 | Yvonne Mai-Graham                                                              | 16 agosto 1995   | Zurigo, Svizzera                       |             |         |
| 5 000 m piani                       | 15'07"50 | Aisha Praught-Leer                                                             | 16 maggio 2019   | Los Angeles, Stati Uniti d'America     |             |         |
| 10 km (strada)                      | 33'56" | Korene Hinds                                                                   | 15 gennaio 2011  | Hamilton, Bermuda                      |             |         |
| Mezza maratona                      | 1h28'20" | Tamica Thomas                                                                  | 2 dicembre 2006  | San Diego, Stati Uniti d'America       |             |         |
| Maratona                            | 3h08'47" | Jill Vincent                                                                   | 5 giugno 2000    | Negril, Giamaica                       |             |         |
| 3 000 m siepi                       | 9'14"09 | Aisha Praught-Leer                                                             | 31 agosto 2018   | Bruxelles, Belgio                      |             |         |
| 100 m ostacoli                      | 12"31 (+0,3 m/s) | Britany Anderson                                                               | 24 luglio 2022   | Eugene, Stati Uniti d'America          |             |         |
| 400 m ostacoli                      | 52"42 | Melaine Walker                                                                 | 20 agosto 2009   | Berlino, Germania                      |             |         |
| Salto in alto                       | 1,97 m | Lamara Distin                                                                  | 30 aprile 2022   | College Station, Stati Uniti d'America |             |         |
| Salto con l'asta                    | 3,40 m | Maria Newton                                                                   | 10 maggio 1998   | Ashford, Regno Unito                   |             |         |
| Salto con l'asta                    | 3,40 m | Maria Newton                                                                   | 6 giugno 1999    | Wigan, Regno Unito                     |             |         |
| Salto in lungo                      | 7,16 m (-0,1 m/s) | Elva Goulbourne                                                                | 22 maggio 2004   | Città del Messico, Messico             |             |         |
| Salto triplo                        | 15,16 m (+0,7 m/s) | Trecia Smith                                                                   | 2 agosto 2004    | Linz, Austria                          |             |         |
| Getto del peso                      | 19,55 m | Danniel Thomas-Dodd                                                            | 9 agosto 2019    | Lima, Perù                             |             |         |
| Lancio del disco                    | 67,05 m | Shadae Lawrence                                                                | 22 maggio 2021   | Tucson, Stati Uniti d'America          |             |         |
| Lancio del martello                 | 71,48 m | Daina Levy                                                                     | 25 giugno 2016   | Lawrence, Stati Uniti d'America        |             |         |
| Lancio del giavellotto              | 61,10 m | Olivia McKoy                                                                   | 10 luglio 2005   | Nassau, Bahamas                        |             |         |
| Eptathlon                           | 6 527 punti | Diane Guthrie-Gresham                                                          | 3 giugno 1995    | Knoxville, Stati Uniti d'America       |             |         |
| Eptathlon                           | \| 100 m hs (v.) \| Alto \| Peso \| 200 m (v.) \| Lungo (v.) \| Giavellotto \| 800 m \| \| ---------------- \| ------ \| ------- \| ---------------- \| ----------------- \| ----------- \| ------- \| \| 13"86 (+2,5 m/s) \| 1,86 m \| 13,80 m \| 24"91 (-1,3 m/s) \| 6,92 m (+2,5 m/s) \| 49,04 m \| 2'20"82 \| |                                                                                |                  |                                        |             |         |
| Staffetta 4×100 m                   | 41"02 | Briana Williams Elaine Thompson-Herah Shelly-Ann Fraser-Pryce Shericka Jackson | 6 agosto 2021    | Tokyo, Giappone                        |             |         |
| Staffetta 4×200 m                   | 1'29"04 | Jura Levy Shericka Jackson Sashalee Forbes Elaine Thompson-Herah               | 22 aprile 2017   | Nassau, Bahamas                        |             |         |
| Staffetta 4×400 m                   | 3'18"71 | Rosemarie Whyte Davita Prendergast Novlene Williams-Mills Shericka Williams    | 3 settembre 2011 | Taegu, Corea del Sud                   |             |         |
| Staffetta mista (200+200+400+800 m) | 3'34"56 | Sheri-Ann Brooks Rosemarie Whyte Moya Thompson Kenia Sinclair                  | 1º aprile 2009   | Filadelfia, Stati Uniti d'America      |             |         |
| Staffetta 4×800 m                   | 8'16"04 | Kimarra McDonald Simoya Campbell Natoya Goule Samantha James                   | 3 maggio 2014    | Nassau, Bahamas                        |             |         |
| 100 m hs (v.)                       | Alto | Peso                                                                           | 200 m (v.)       | Lungo (v.)                             | Giavellotto | 800 m   |
| 13"86 (+2,5 m/s)                    | 1,86 m | 13,80 m                                                                        | 24"91 (-1,3 m/s) | 6,92 m (+2,5 m/s)                      | 49,04 m     | 2'20"82 |

### Misti
Statistiche aggiornate al 23 marzo 2022.
| Specialità              | Prestazione | Atleta                                                     | Data              | Luogo       |
| ----------------------- | ----------- | ---------------------------------------------------------- | ----------------- | ----------- |
| Staffetta 4×400 m mista | 3'11"78     | Nathon Allen Roneisha McGregor Tiffany James Javon Francis | 29 settembre 2019 | Doha, Qatar |

## Indoor

### Maschili
Statistiche aggiornate al 23 marzo 2022.
| 50 m piani                             | 5"61(+) | Michael Green                                                | 16 febbraio 1997 | Liévin, Francia                         |        |         |
| 55 m piani                             | 6"06 | Syan Williams                                                | 14 febbraio 1998 | Colorado Springs, Stati Uniti d'America |        |         |
| 60 m piani                             | 6"44 | Asafa Powell                                                 | 18 marzo 2016    | Portland, Stati Uniti d'America         |        |         |
| 150 m piani                            | 15"66 | Lerone Clarke                                                | 11 febbraio 2010 | Korsholm, Finlandia                     |        |         |
| 200 m piani                            | 20"48 | Omar McLeod                                                  | 17 febbraio 2017 | Fayetteville, Stati Uniti d'America     |        |         |
| 300 m piani                            | 32"56 | Christopher Taylor                                           | 12 febbraio 2022 | Louisville, Stati Uniti d'America       |        |         |
| 400 m piani                            | 44"86 | Akeem Bloomfield                                             | 10 marzo 2018    | College Station, Stati Uniti d'America  |        |         |
| 800 m piani                            | 1'46"70 | Alex Morgan                                                  | 9 marzo 1996     | Indianapolis, Stati Uniti d'America     |        |         |
| 1 000 m piani                          | 2'19"96 | Mario Vernon-Watson                                          | 12 febbraio 2000 | Boston, Stati Uniti d'America           |        |         |
| 1 500 m piani                          | 3'40"7(m) | Byron Dyce                                                   | 8 febbraio 1974  | New York, Stati Uniti d'America         |        |         |
| 3 000 m piani                          | 7'40"79 | Kemoy Campbell                                               | 20 febbraio 2016 | New York, Stati Uniti d'America         |        |         |
| 5 000 m piani                          | 13'14"45 | Kemoy Campbell                                               | 26 febbraio 2017 | Boston, Stati Uniti d'America           |        |         |
| 50 m ostacoli                          | 6"58 | Richard Phillips                                             | 28 gennaio 2011  | New York, Stati Uniti d'America         |        |         |
| 60 m ostacoli                          | 7"41 | Omar McLeod                                                  | 20 marzo 2016    | Portland, Stati Uniti d'America         |        |         |
| 300 m ostacoli                         | 36"02 | Dinsdale Morgan                                              | 4 febbraio 1998  | Tampere, Finlandia                      |        |         |
| 400 m ostacoli                         | 50"05 | Isa Phillips                                                 | 6 febbraio 2017  | Val-de-Reuil, Francia                   |        |         |
| Salto in alto                          | 2,30 m | Germaine Mason                                               | 8 febbraio 2003  | Arnstadt, Germania                      |        |         |
| Salto con l'asta                       | 5,25 m | K'Don Samuels                                                | 28 gennaio 2011  | Reno, Stati Uniti d'America             |        |         |
| Salto in lungo                         | 8,40 m | James Beckford                                               | 9 febbraio 1996  | Madrid, Spagna                          |        |         |
| Salto triplo                           | 17,19 m | Clive Pullen                                                 | 11 febbraio 2017 | Fayetteville, Stati Uniti d'America     |        |         |
| Getto del peso                         | 20,68 m | O'Dayne Richards                                             | 1º febbraio 2019 | Nehvizdy, Repubblica Ceca               |        |         |
| Lancio del martello con maniglia corta | 21,60 m | Caniggia Raynor                                              | 6 febbraio 2016  | Warrensburg, Stati Uniti d'America      |        |         |
| Eptathlon                              | 6 035 punti | Maurice Smith                                                | 26 febbraio 2005 | Fayetteville, Stati Uniti d'America     |        |         |
| Eptathlon                              | \| 60 m \| Lungo \| Peso \| Alto \| 60 m hs \| Asta \| 1000 m \| \| ---- \| ------ \| ------- \| ------ \| ------- \| ------ \| ------- \| \| 6"94 \| 7,11 m \| 16,03 m \| 1,98 m \| 7"88 \| 4,50 m \| 2'39"32 \| |                                                              |                  |                                         |        |         |
| Staffetta 4×400 m                      | 3'03"69 | Errol Nolan Allodin Fothergill Akheem Gauntlett Edino Steele | 9 marzo 2014     | Sopot, Polonia                          |        |         |
| 60 m                                   | Lungo | Peso                                                         | Alto             | 60 m hs                                 | Asta   | 1000 m  |
| 6"94                                   | 7,11 m | 16,03 m                                                      | 1,98 m           | 7"88                                    | 4,50 m | 2'39"32 |

### Femminili
Statistiche aggiornate al 23 marzo 2022.
| Specialità                             | Prestazione | Atleta                                                                       | Data             | Luogo                                   |
| -------------------------------------- | --- | ---------------------------------------------------------------------------- | ---------------- | --------------------------------------- |
| 50 m piani                             | 6"00 | Merlene Ottey                                                                | 4 febbraio 1994  | Mosca, Russia                           |
| 55 m piani                             | 6"68 | Peta-Gaye Dowdie                                                             | 6 febbraio 1998  | Colorado Springs, Stati Uniti d'America |
| 60 m piani                             | 6"96 | Merlene Ottey                                                                | 14 febbraio 1992 | Madrid, Spagna                          |
| 200 m piani                            | 21"87 | Merlene Ottey                                                                | 13 febbraio 1993 | Liévin, Francia                         |
| 300 m piani                            | 35"69 | Patricia Hall                                                                | 14 febbraio 2012 | Liévin, Francia                         |
| 400 m piani                            | 50"79 | Stephenie McPherson                                                          | 19 marzo 2022    | Belgrado, Serbia                        |
| 800 m piani                            | 1'58"46 | Natoya Goule                                                                 | 17 febbraio 2022 | Liévin, Francia                         |
| 1 000 m piani                          | 2'37"55 | Natoya Goule                                                                 | 26 gennaio 2019  | New York, Stati Uniti d'America         |
| 1 500 m piani                          | 4'04"95 | Aisha Praught-Leer                                                           | 10 febbraio 2018 | Boston, Stati Uniti d'America           |
| Miglio                                 | 4'32"33 | Kenia Sinclair                                                               | 3 marzo 2005     | Gainesville, Stati Uniti d'America      |
| 3 000 m piani                          | 8'41"10 | Aisha Praught-Leer                                                           | 3 febbraio 2018  | New York, Stati Uniti d'America         |
| 50 m ostacoli                          | 6"67(+) | Michelle Freeman                                                             | 13 febbraio 2000 | Liévin, Francia                         |
| 60 m ostacoli                          | 7"74 | Michelle Freeman                                                             | 3 febbraio 1998  | Madrid, Spagna                          |
| Salto in alto                          | 1,92 m | Lamara Distin                                                                | 11 febbraio 2022 | Albuquerque, Stati Uniti d'America      |
| Salto con l'asta                       | 3,36 m | Sandé Swaby                                                                  | 23 febbraio 2001 | Lincoln, Stati Uniti d'America          |
| Salto in lungo                         | 6,91 m | Elva Goulbourne                                                              | 23 febbraio 2002 | Fayetteville, Stati Uniti d'America     |
| Salto triplo                           | 14,84 m | Trecia Smith                                                                 | 11 marzo 2006    | Mosca, Russia                           |
| Getto del peso                         | 19,22 m | Danniel Thomas-Dodd                                                          | 2 marzo 2018     | Birmingham, Regno Unito                 |
| Lancio del martello con maniglia corta | 22,95 m | Kim Barrett                                                                  | 12 marzo 2004    | Fayetteville, Stati Uniti d'America     |
| Pentathlon                             | 4 181 punti | Salcia Slack                                                                 | 14 marzo 2015    | Birmingham, Stati Uniti d'America       |
| Pentathlon                             | \| 60 m hs \| Alto \| Peso \| Lungo \| 800 m \| \| ------- \| ------ \| ------- \| ------ \| ------- \| \| 8"57 \| 1,60 m \| 13,39 m \| 5,90 m \| 2'16"52 \| |                                                                              |                  |                                         |
| Staffetta 4×400 m                      | 3'26"54 | Patricia Hall Anneisha McLaughlin-Whilby Kaliese Spencer Stephenie McPherson | 9 marzo 2014     | Sopot, Polonia                          |
| 60 m hs                                | Alto | Peso                                                                         | Lungo            | 800 m                                   |
| 8"57                                   | 1,60 m | 13,39 m                                                                      | 5,90 m           | 2'16"52                                 |